# Berättelsen om Narnia
Berättelsen om Narnia (engelska: The Chronicles of Narnia) är en barnboksserie i sju delar av författaren C.S. Lewis. Böckerna är skrivna i en annan ordning än kronologin i berättelserna. Exempelvis skrevs Min morbror trollkarlen, som utspelar sig först, näst sist för att binda ihop handlingen i serien.

## Handling
Böckerna handlar om ett antal utvalda barns äventyr när de av misstag eller nyfikenhet råkar hamna i landet Narnia, och om kampen mellan gott och ont. Den återkommande sagofiguren är lejonet Aslan, som likt en snabb skapargud tillverkar Narnia på något dygn genom att sjunga fram det. Ondskan, finns i många olika sorters skepnader i de olika böckerna, ibland i form av en häxa, i många fall är det närliggande länder och korrupta ledare, och i ett fall är det den rena ondskan som sprider sig ut över Narnia.

## Böcker
Notera att listan nedan är sorterad efter i vilken ordning böckerna skrevs, men tabellen kan sorteras om i alfabetisk ordning eller i den ordning som handlingen utspelar sig.
| Namn                               | Engelsk originaltitel                | Skriven år | Ordning i handlingen |
| ---------------------------------- | ------------------------------------ | ---------- | -------------------- |
| Häxan och lejonet                  | The Lion, the Witch and the Wardrobe | 1950       | 2                    |
| Caspian, prins av Narnia           | Prince Caspian: The Return to Narnia | 1951       | 4                    |
| Kung Caspian och skeppet Gryningen | The Voyage of the Dawn Treader       | 1952       | 5                    |
| Silvertronen                       | The Silver Chair                     | 1953       | 6                    |
| Hästen och hans pojke              | The Horse and His Boy                | 1954       | 3                    |
| Min morbror trollkarlen            | The Magician's Nephew                | 1955       | 1                    |
| Den sista striden                  | The Last Battle                      | 1956       | 7                    |

## Filmatiseringar

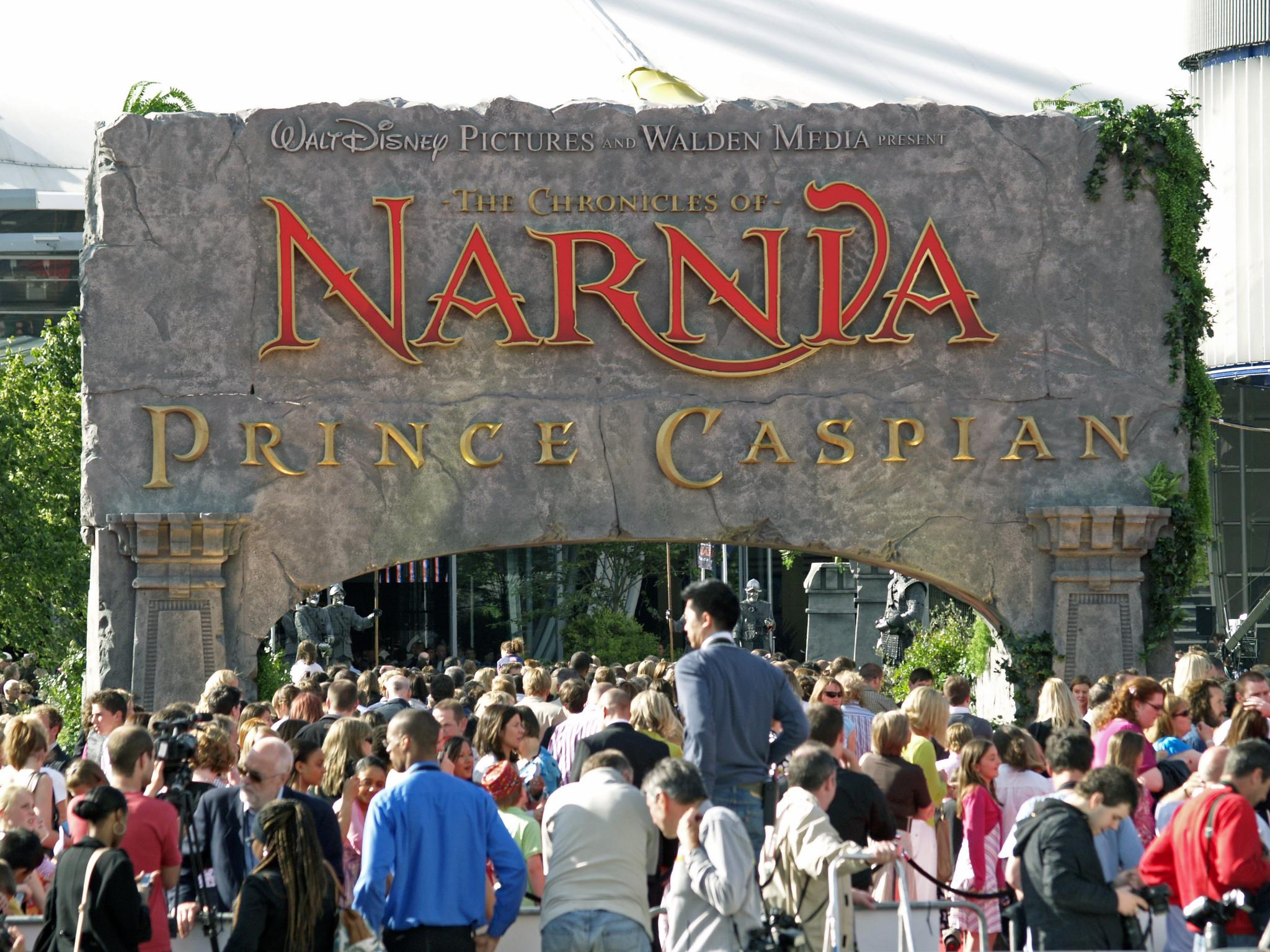
Premiären av Berättelsen om Narnia: Prins Caspian.

Flera av böckerna har filmatiserats i olika versioner. Häxan och lejonet gjordes först för TV 1967 och 1979 kom ytterligare en version.
Mellan 1988 och 1990 filmades Narnia: Häxan och lejonet, Prins Caspian och skeppet Gryningen samt Silvertronen för BBC.
År 2005 producerade Walt Disney Pictures och Walden Media en bioversion av Häxan och lejonet, kallad Berättelsen om Narnia: Häxan och lejonet, med William Moseley, Anna Popplewell, Skandar Keynes och Georgie Henley i huvudrollerna som Peter, Susan, Edmund och Lucy. År 2008 kom uppföljaren Berättelsen om Narnia: Prins Caspian. 2010 hade den tredje filmen premiär Berättelsen om Narnia: Kung Caspian och skeppet Gryningen, producerad av 20th Century Fox och Walden Media.
I oktober 2018 slöt Netflix och eOne Films ett flerårigt avtal med The C.S. Lewis Company om att producera filmer och TV-serier baserade på bokserien. Den första filmatiseringen kommer baseras på Min morbror trollkarlen och ha premiär i slutet av 2026.

## Övrigt
Narnia är det latinska namnet för staden Narni i Umbrien i Italien, har det antagits att Lewis inspirerats till namnet därifrån. Aslan är i verkligheten ett turkiskt mansförnamn som betyder "lejon".